# We're No Angels
We're no Angels é um filme estadunidense de 1989, uma comédia dirigida por Neil Jordan, e baseado na peça La Cuisine Des Anges de Albert Husson. 
Trata-se de uma refilmagem de Veneno de Cobra (We're No Angels), dirigido por Michael Curtiz em 1955.

## Sinopse
Três condenados que cumprem pena em uma prisão próxima à fronteira dos EUA com o Canadá, conseguem escapar quando um deles, um psicopata assassino que estava para ser executado, atira e mata dois guardas e fere outros. Os outros dois (Ned e Jimmy), que foram forçados a assistir a execução, se perdem do assassino em meio a fuga e vão parar em um cidade próxima, onde são confundidos com dois padres. Eles se escondem na igreja e tentam de todas as formas cruzar a ponte para chegar ao Canadá. Mas sempre quando estão prestes a conseguir, algo acontece para impedí-los. Parece que somente um milagre poderá ajudá-los.

## Elenco principal
| Robert De Niro |  | Ned            |
| Sean Penn      |  | Jim            |
| Demi Moore     |  | Molly          |
| Hoyt Axton     |  | Padre Levesque |
| Bruno Kirby    |  | Delegado       |